# 메이올라니아
메이올라니아(Meiolania)는 신생대 올리고세부터 홀로세까지 오스트레일리아 대륙에서 살았던 거북이다.

## 발견

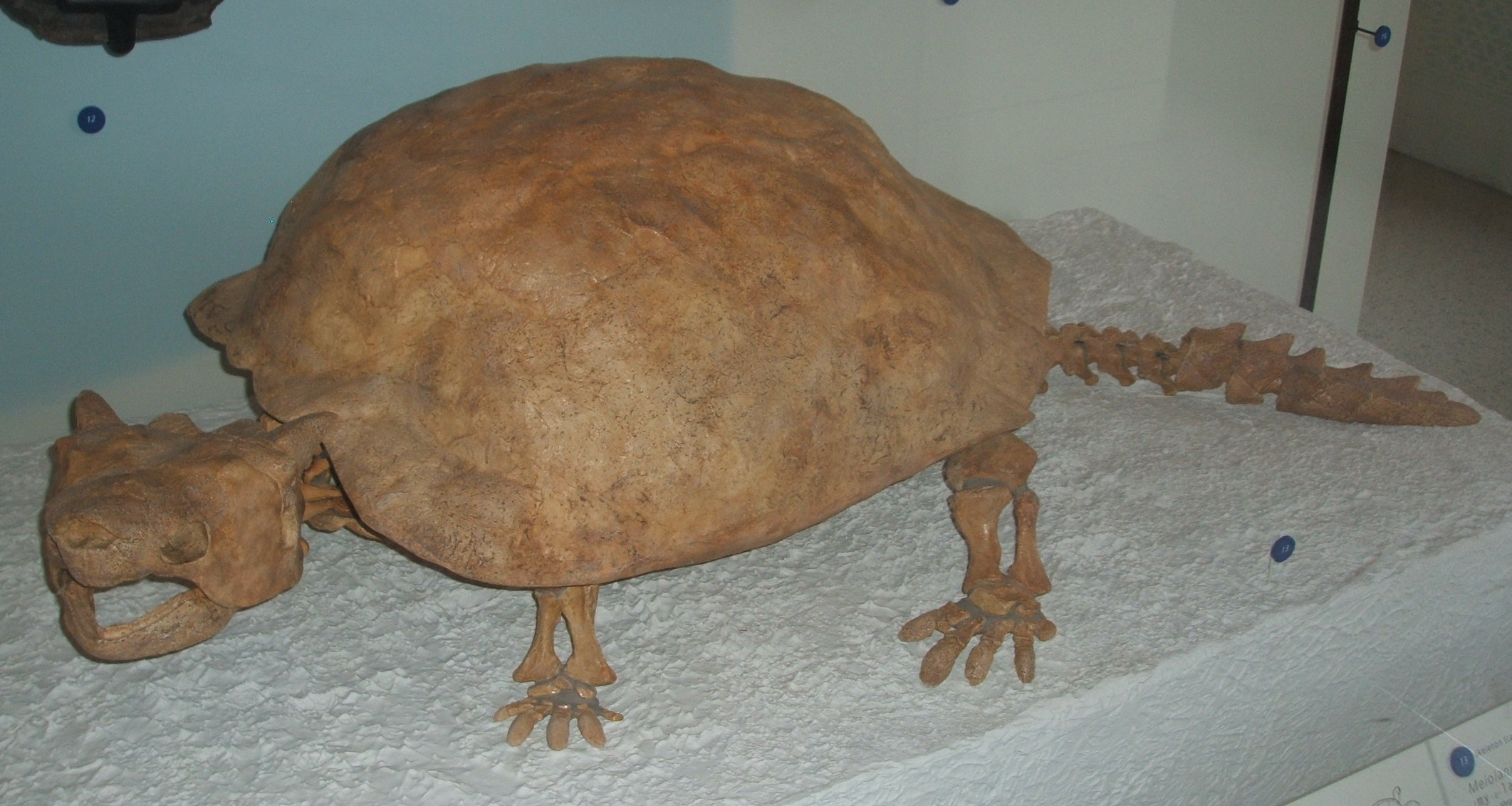
메이올라니아의 화석

메이올라니아는 19세기 말 리처드 오웬(Richard Owen)에 의해 메갈라니아(Megalania)와 관련된 도마뱀 중 하나로 처음 기술되었으며, 거북이임을 증명하는 추가적인 화석들이 계속 발견되어 거북이의 일종으로 자리잡았다. 지금까지 4종의 메이올라니아가 발견되었으나, 그 중 2종은 원래 서로 같은 메이올라니아인데 다르게 분류한 것이 아니냐는 논쟁이 진행중이다.

## 특징

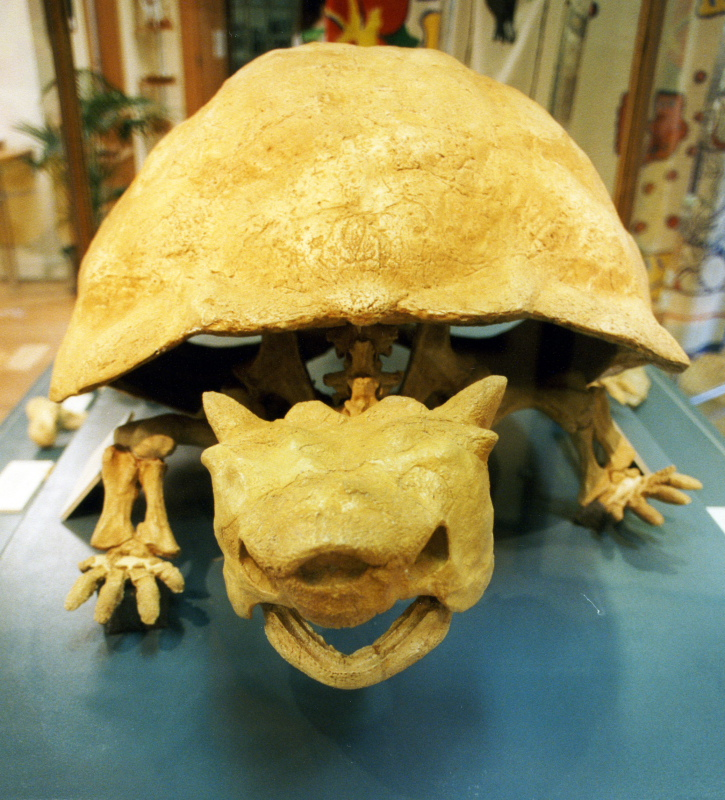
메이올라니아 화석의 앞모습

메이올라니아는 가장자리가 뾰족하고 솟아올라 있는 등딱지, 골배엽으로 덮인 앞다리, 뿔이 달린 머리를 가지고 있는 동물이었다. 등딱지의 길이는 0.7 ~ 2 미터 (28 ~ 79 in)이었다. 뿔 같은 모양의 가시가 있는 고리들로 꼬리가 둘러싸여 있었고, 꼬리 끝에는 곤봉이 있었다. 곤봉은 짝짓기 기간 동안 자기방어 또는 종들 간 전투에서 사용될 수 있다고 추정된다. 또한 머리의 뿔은 먹이를 찾거나 풀을 뜯는 동안 주변의 나뭇잎을 치우는 데 도움이 되었을 것이라고 추정된다. 모래가 비강으로 들어가는 것에 대한 적응은 그들이 해안가 또는 사막 같은 건조한 지역에서 어느 정도 살았을 것을 증명한다.

## 같이 보기
- 카르보네미스